# Günther Hofmann

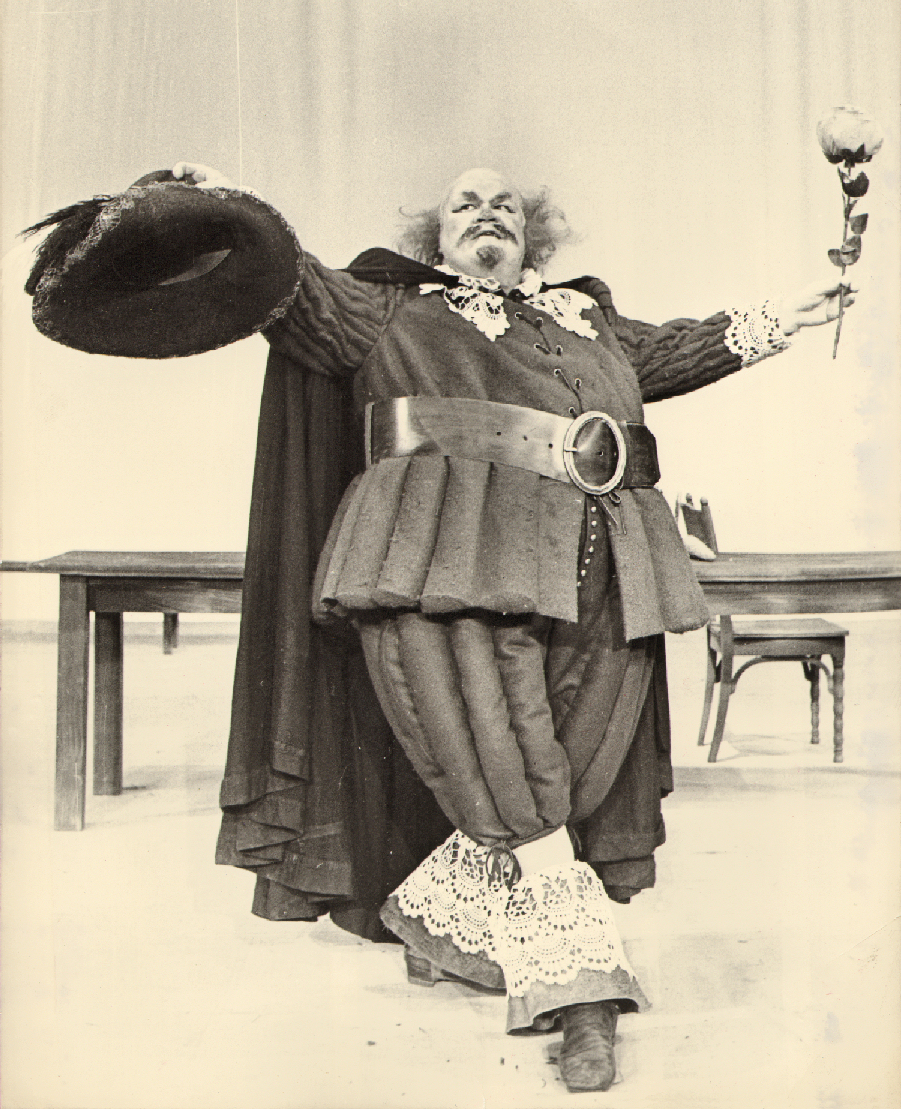
Günther Hofmann in der Titelpartie von Verdis Falstaff, 1972
(Foto: Walter Hinghaus)

Günther Hofmann (* 2. Oktober 1927 in Dresden; † 13. November 2013 in Meiningen) war ein deutscher Opernsänger (Bassbariton), -regisseur und -direktor.

## Leben

### Kindheit und Schule
Günther Hofmann wurde in Dresden-Johannstadt in einfachen Verhältnissen geboren. Er hatte schon als kleiner Junge den Wunsch, Opernsänger zu werden. In seiner Autobiographie schrieb er: „Ich besuchte allabendlich die Dresdner Oper (Stehparkett 1,80 Mark). … Indessen lernte ich aus Reclam Textbüchern Arientexte auswendig und quälte meine liebe Klavierlehrerin mit dem Studium von Opernklavierliteratur, … die ich auch bald auswendig und mit orchestralem Aufwand … vortrug.“ Von seiner Volksschule wurde er nach der 4. Klasse 1938 zur Aufnahmeprüfung zum Dresdner Kreuzchor vorgeschlagen, die er bestand. Seine Eltern waren aber wegen des damit verbundenen Internatsaufenthaltes dagegen, und so wurde er nur in die 29. Volksschule – eine damalige Mittelschule – auf dem Riesaer Platz umgesetzt.
Im Krieg war er zunächst Hilfsschaffner im Kriegseinsatz bei der Dresdner Straßenbahn, später Elektropraktikant im Sachsenwerk Dresden-Niedersedlitz. Nebenbei war er Statist an der Oper und am Schauspiel. So lernte er namhafte Künstler kennen, ebenso das Repertoire, Sänger und Dirigenten sowie die damalige Bühnentechnik. Kurt Böhme wurde sein Vorbild. Er erlebte als Statist noch Richard Strauss am Pult in der Oper Capriccio.

### Kriegsdienst und Gefangenschaft
Nach dem Abitur (8. Juni 1944) wurde er zum Reichsarbeitsdienst und anschließend zur Wehrmacht eingezogen. An die Grund- und Funkerausbildung schloss sich die Pferdepflege in der Kavalleriekaserne Neuruppin und Kurzig (jetzt polnisch Międzyrzecz) an. Am 23. Dezember 1944 wurde er entlassen; am 12. Januar 1945 wurde er zum Artillerie-Ersatz- und Ausbildungsbataillon in der Nähe von Prag (damals „Protektorat Böhmen und Mähren“) einberufen. Ohne nennenswerten Kampfeinsatz erlebte er das Kriegsende und ging nach der Kapitulation zu Fuß Richtung Bayern. Bei Písek kam er in US-amerikanischen Gewahrsam; in Blatná wurde er an tschechische Partisanen, danach der Roten Armee übergeben. Es folgte ein entbehrungsreicher Fußmarsch bis Brünn, wo er mit Dysenterie in ein Seuchenlazarett (ehemalige Mädchenschule unterhalb der Festung Špilberk) eingeliefert wurde, zusammenbrach und für tot erklärt wurde (13. Juli 1945). Eine sowjetische Ärztin entdeckte letzte Lebenszeichen und rettete ihm das Leben. Dieses Ereignis prägte seine Dankbarkeit zu den russischen Menschen. Im November 1945 wurde er per Personenzug über Wien, Szeged, Odessa, Gori nach Tiflis (Ortsteil Naphtlug/Nawtlugi/Navtlughi an der Kura) in das Lager 236 transportiert, in dem er am 20. Dezember 1945 ankam.
Mit musisch gleichgesinnten Kriegsgefangenen und mit Unterstützung sowjetischer bzw. georgischer Lageroffiziere gelang es ihm, Theaterstücke zu inszenieren, aufzuführen und in Tiflis das Rustaweli-Theater zu besuchen. Bei den sonntäglichen Veranstaltungen war er Ansager, leitete den Chor und schrieb für Orchester und Chor aus dem Gedächtnis die Noten für Lieder und Ouvertüren. „[…] meine musikalische Begabung, das musikalische Gedächtnis, das sich verlässlich abrufen lies, halfen mir dabei.“ Hier erlernte er Russisch und auch etwas Georgisch, was ihm sehr von Nutzen war.
Im Herbst 1946 erfolgte ein Lagerwechsel vom Ortsteil Nawtlugi in den Ortsteil Didube und später nach Rustawi. Am 6. Dezember 1949 wurde er entlassen. Über Baku, Rostow am Don, Charkow, Kiew, Brest, Frankfurt (Oder) und Cottbus erreichte er Dresden, wo er am 23. Dezember 1949 seine Eltern wiedertraf.

### Studium und Zittau
In Dresden wurde er sofort und ohne Prüfung von der Akademie für Musik und Theater zum Studium in der Fachrichtung Gesang bei Herbert Meißner (1889–1954) zugelassen. Weitere Lehrer waren Siegmund Wittig und Fidelio F. Finke. Seine Ausbildung schloss er 1953 als Opernsänger „mit sehr gutem Erfolg“ ab. Seine Abschlussarbeiten schrieb er über „Die Entwicklung der russischen Musik im 19. Jahrhundert zu einer Nationalkunst“ sowie über „Das Volk in Boris Godunow“. Darin schrieb er u. a.: „Und was der Zar befürchtet hatte, war Wirklichkeit geworden. Der Bauer Russlands stand auf der Bühne. Das hungernde Volk schrie sein Elend in das parfümierte Parkett.“ Hier offenbare sich die russische Seele in der Musik.
Eine erste Anstellung fand Hofmann am Zittauer Stadttheater als Erbförster Cuno in Webers Freischütz und als Tommaso in d’Alberts Tiefland. Gastrollen führten ihn u. a. an das Chemnitzer Opernhaus. In Zittau lernte er seine spätere Frau als Tänzerin kennen. 1955 heirateten sie und zogen nach Meiningen.

### Meiningen undDie Oper
In Meiningen lebte und wirkte Hofmann bis zu seinem Tode. An das Meininger Theater wurde er als „Sänger für Oper und Operette“ verpflichtet. Er hat einen Sohn und eine Tochter, die ebenfalls im musischen Ambiente beruflich tätig sind. – Die Verbindung nach Dresden zu seinen Eltern sowie Verwandten und Freunden hielt er intensiv lange Jahre mittels eines DDR-PKW Trabant aufrecht und solches bis 2003 ohne die Bundesautobahn 71.
Ab 1960 wurde seine Tätigkeit mit „Regieverpflichtung für Oper und Operette“ ergänzt. 1963 kamen Inszenierungen hinzu. 1967 wurde er der erste Kammersänger des Meininger Theaters. Von 1973 bis 1993 war er Direktor der Sparte Musiktheater des Meininger Theaters. Auch trat er als Sänger in Sinfoniekonzerten und Oratorienaufführungen auf. Der Deutsche Fernsehfunk verpflichtete ihn ebenso.
Auf seiner Initiative basierten umfangreiche Gastspiele des Meininger Theaters im Stadttheater von Budweis; nach der Wende 1989 wurde diese Tradition nicht fortgesetzt. Anlässlich seiner Gastspielreisen nach Budweis lernte er noch Tschechisch.
Die Gefangenschaft in Georgien, zu dieser Zeit eine Teilrepublik Sowjetrusslands, hat bei Hofmann zu diesen Menschen nachhaltig Spuren hinterlassen, was u. a. aus seinen Abschlussarbeiten, seiner Boris-Rolle und seinen Bemühungen um eine Kooperation zwischen dem Tifliser und Meininger Opernhaus hervorgeht. Er schreibt:
„Ich habe in den 4 Jahren das Land Georgien lieben gelernt wegen seiner subtropischen Vegetation und ich habe seine alte Kultur bewundert, die die rote Revolution dezimiert und übertünscht hatte mit endlosen Spruchbändern und Stalinbildern. … Niemals habe ich den Gedanken aufgegeben, noch einmal den Kaukasus und die Stadt Tiflis wiederzusehen. Unvergessliche Erinnerungen an die schöne Gegend und ihre Menschen, an romantische Bergschluchten, an die subtropische Flora und das Völkergemisch verdrängten zunehmend das düstere Andenken an die Gefangenschaft.“ So kam es folgerichtig 1981 und 1984 zu Besuchen der Tifliser Oper zwecks Gastspielaustausch, woraufhin er die georgische Oper Mindia von Otar Taktakischwili am Meininger Theater inszenierte. Die Premiere fand am 12. November 1981 statt, ein Austausch kam nicht zustande. 
Seine Inszenierung des Fliegenden Holländers am Meininger Theater vor der Wende (Premiere am 27. Mai 1988) stellte er unter das Motto: „Ach! ohne Hoffnung wie ich bin, geb’ ich mich doch der Hoffnung hin!“ (1. Akt, 3. Szene)

Meiningen und das Meininger Theater waren seine Welt. Hier war er bis 1993 tätig. Gleichwohl schließt er seine Autobiographie mit den Worten des Dresdner Heimatforschers und vormaligen Direktors des dortigen Stadtmuseums Matthias Griebel: 

„Je weiter sich ein Dresdner von seiner Heimat entfernt, umso größer wird seine Liebe zu ihr.“

 Auch nach seiner Pensionierung blieb Hofmann der Meininger Opernszene verbunden, wie seine Veröffentlichungen belegen.
Die Maximen seiner Arbeit waren Realität und Verständlichkeit. Er stand damit im Widerspruch zu jüngeren Regisseuren, die alten Opern moderne Interpretationen unterlegen. Hofmann war ein hervorragender Sänger und Vollblut-Komödiant, ein „dienender“ Regisseur, einer, dem es um das Anliegen der jeweiligen Autoren ging, sowie ein geduldiger, menschlich zugänglicher und administrativ konsequenter „Chef“. Hierzu schreibt er in seiner Autobiographie: „Begriffe wie ‚Werktreue‘ gerieten in Verruf, weil man sie mit ‚museal‘ und altmodisch-einfallslos gleichzusetzen versuchte. Ich habe die Autoren immer ernst und beim Wort genommen: schreiben sie für die Szene vor ‚im tiefen Wald‘, lasse ich das nicht auf dem Herrenklosett spielen. Die richtige Opernmusik beherrscht ja die Szene, wie der ‚Freischütz‘ den Wald. Romantik heißt: Wiederspiegelung menschlicher Konflikte, Stimmungen und Gefühle in der Natur. Das entsprach der Geisteshaltung dieser Zeit. Sie ist für uns ebenso mitteilungswert, wie ein Gemälde, wie der Charakter der Musik. Alles andere ist Verfälschung, ist Aufpfropfung einer fremden Ideologie, ist historische Besserwisserei, ist Vernichtung der Autorenabsicht.“
Er hatte eine besondere Affinität zu Richard Strauss und Richard Wagner, erkenntlich auch an seinen Rollen. Nach dem Urteil des Dirigenten Rolf Reuter war Hofmann „der beste Faninal der Welt“. Über Richard Wagner verfasste er mehrere Aufsätze.
„Hofmann ist als Interpret der tragenden und zumeist schweren Baritonpartien von Verdi bis Wagner, der russischen Opern, auch von Werken zeitgenössischer Komponisten eine herausragende Sängerpersönlichkeit gewesen, die sich auch an großen Häusern mit Sicherheit in eine exponierte Position gesungen hätte. Unvergesslich sein Sachs, Rigoletto, Boris, Einstein, auch manche komische Figur in Spielopern. Darüber hinaus hat er als Regisseur sowohl auf tradierende Werktreue, auf Sanglichkeit gesetzt und zugleich während dreißig Jahren für seriöse Kontinuität im Meininger Opernbetrieb gesorgt. An seinem Inszenierungsstil haben sich die meisten jüngeren Kollegen gerieben.“
Er engagierte sich auch im gesellschaftlichen Bereich; beispielsweise setzte er sich zusammen mit Rolf-Christoph Ullmann bei der Stadtverwaltung Meiningen für den Erhalt der Sammlung der Original-Prospekte der weltberühmten Theatermaler Gebrüder Max und Gotthold Brückner aus Coburg im Schloss Elisabethenburg  ein. Es war ihm stets Ehre und Verpflichtung, seinen Gästen diese Sammlung zu zeigen und zu kommentieren. Er war einer der wenigen, die einen so langen Zeitraum am selben Haus erlebten; deshalb war er begehrter Gesprächspartner, wenn es galt, Historie aufzuarbeiten. Das war bis zu seinem Tod „sein“ Feld.
Hofmann hatte zwei Hobbys: sein Aquarium und seine Modelleisenbahn Spur 0 – kostümiert mit Bahnermütze und Winkerkelle. Bei seinem einzigen Umzug in Meiningen 2005 musste er  beide Hobbys aufgeben.
Von 1995 an, insbesondere jedoch ab 2008 bis Ende 2010 schrieb und diktierte Hofmann mit Unterstützung von Horst Arnold seine Autobiographie. Sie umfasst 93 maschinengeschriebene DIN-A4-Seiten.
Er wurde auf dem Heidefriedhof in Dresden beigesetzt.

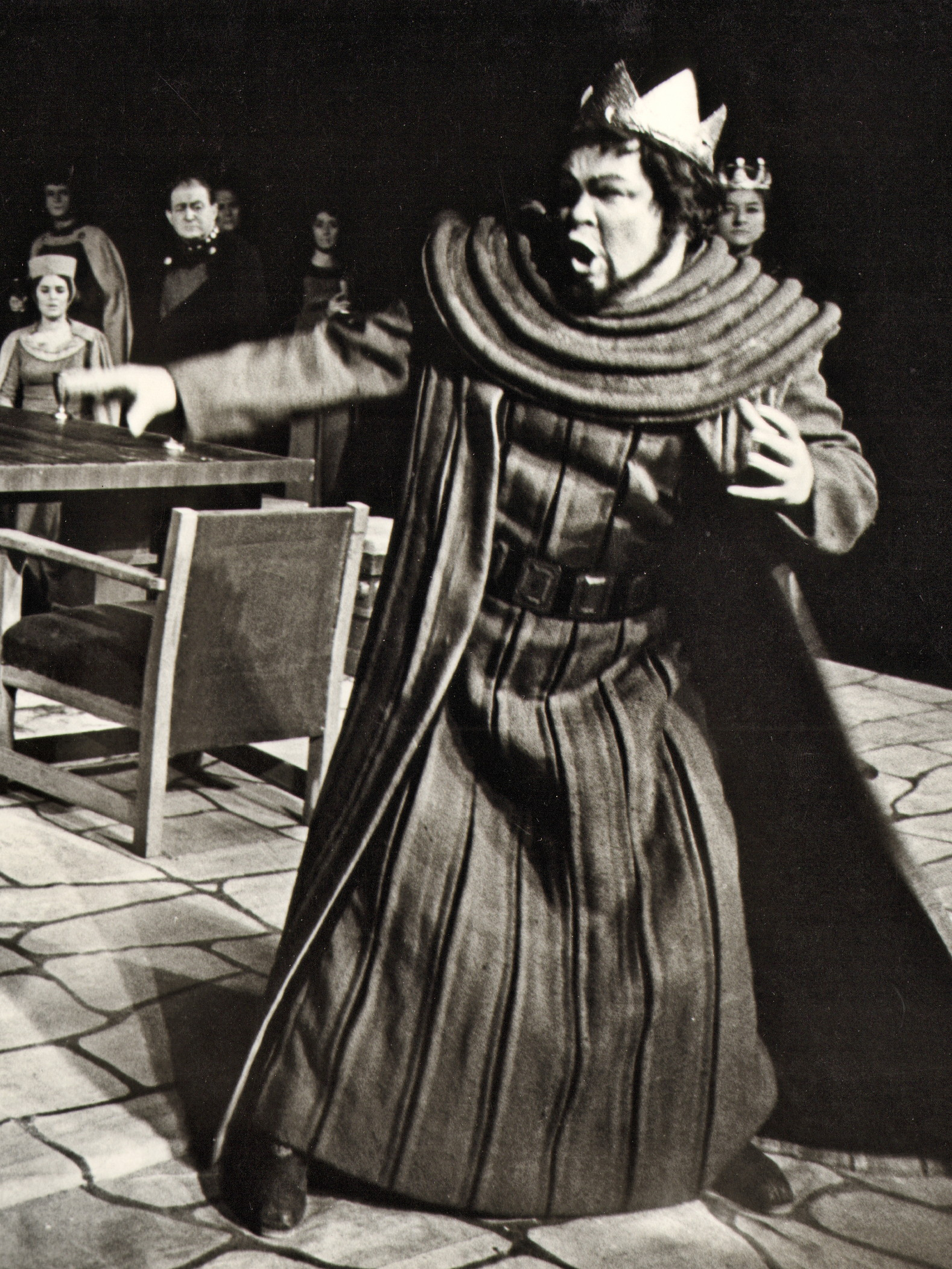
Günther Hofmann in der Titelpartie von Verdis Macbeth, 1973
(Foto: Walter Hinghaus)

## Rollen
Hofmann spielte über 100 Rollen, nachfolgend eine Auswahl:
- Pizarro in Fidelio von Ludwig van Beethoven
- Escamillo in Carmen von Georges Bizet
- Titelpartie in Einstein von Paul Dessau
- Konz in Der arme Konrad von Jean Kurt Forest
- Graf Eberbach in Der Wildschütz, van Bett in Zar und Zimmermann von Albert Lortzing
- Titelpartie in Don Giovanni, Graf Almaviva in Figaros Hochzeit, Osmin in Die Entführung aus dem Serail von Wolfgang Amadeus Mozart
- Tonio in Der Bajazzo von Ruggero Leoncavallo zusammen mit seinem Sohn
- Pope in Der Jahrmarkt von Sorotschinzy, Titelpartie in Boris Godunow von Modest Petrowitsch Mussorgski
- Marcel in La Bohème, Titelpartie in Gianni Schicchi, Baron Scarpia in Tosca von Giacomo Puccini
- Sir Morosus in Die schweigsame Frau, Graf Waldner und Mandryka in Arabella, 5. Jude und Jochanaan in Salome, Herr von Faninal in Der Rosenkavalier von Richard Strauss
- Titelpartie im Rigoletto, Amonasro in Aida, König Philipp in Don Carlos, Pistol und Sir John Falstaff in Falstaff, René Graf Ankarström in Ein Maskenball, Georg Germont in La traviata, Titelpartie in Macbeth, Titelpartie in Nabucco, Jago in Othello, Don Carlo de Vargas in Die Macht des Schicksals von Giuseppe Verdi
- Hans Sachs in Die Meistersinger von Nürnberg, Holländer in Der fliegende Holländer, Telramund im Lohengrin, Wolfram von Eschenbach in Tannhäuser, Wotan in Die Walküre von Richard Wagner
- Cuno und Kaspar in Der Freischütz von Carl Maria von Weber

Gastspiele führten Hofmann u. a
- an die Berliner Staatsoper als Cover für die Titelpartie in Einstein von Paul Dessau und mit ihr auf eine Reise in das nichtsozialistische Ausland
- an das Leipziger Opernhaus als Telramund in Lohengrin von Richard Wagner
- an das Hallesche Opernhaus als Hans Sachs in Meistersinger von Richard Wagner
- an das Theater in Frankfurt (Oder) in der Titelpartie in Der fliegender Holländer von Richard Wagner
- an das Landestheater Altenburg als Hans Sachs in Meistersinger und in der Titelpartie in Der fliegende Holländer von Richard Wagner

## Regie
Als Regisseur wirkte Günther Hofmann ab 1963 an über 50 Inszenierungen, nachfolgend eine Auswahl:
- Fra Diavolo von Daniel-François-Esprit Auber
- Die Verurteilung des Lukullus von Paul Dessau
- Der arme Konrad von Jean Kurt Forest
- Die Spieldose und Esther von Robert Hanell
- List und Liebe (La vera costanza) von Joseph Haydn
- Figaros Hochzeit von Wolfgang Amadeus Mozart
- Arabella und Der Rosenkavalier von Richard Strauss
- Optimistische Tragödie[18] von Wsewolod Wischnewski[19]
- Schwanda, der Dudelsackpfeifer von Jaromír Weinberger
- La traviata, Macbeth von Giuseppe Verdi
- Der fliegende Holländer, Lohengrin, Die Meistersinger von Nürnberg, Das Rheingold, Rienzi, Tannhäuser und Die Walküre von Richard Wagner
- Levins Mühle und Der Schuhu und die fliegende Prinzessin von Udo Zimmermann

Gast-Inszenierungen erfolgten u. a.
- am Landestheater Altenburg mit Die Entführung aus dem Serail von Wolfgang Amadeus Mozart
- am Stadttheater in Budweis mit Der Freischütz von Carl Maria von Weber und Der fliegende Holländer von Richard Wagner

## Auszeichnungen
- Kammersänger 1967[20]
- Verdienstmedaille der DDR 1974[7]
- Max-Reger-Kunstpreis 1975[7]
- Vaterländischer Verdienstorden der DDR in Bronze 1984[7]

## Mitgliedschaft
- Ehrenmitglied der Deutschen Richard-Wagner-Gesellschaft e. V. Bayreuth (verliehen am 6. Oktober 2007)[20]

## Schriften
- Günther Hofmann: Das Volk in Boris Godunow – Abschlussarbeit im Hauptfach Operngesang für Staatsexamen. 10. Mai 53.[7]
- Günther Hofmann: Die Entwicklung der russischen Musik im 19. Jahrhundert zu einer Nationalkunst – Abschlussarbeit im Fach Musikgeschichte für Staatsexamen. 22. April 53.[7]
- Horst Arnold, Günther Hofmann: Chronik des Meininger Opernchores. Hrsg. vom Meininger Theater, 2012
- Günther Hofmann: Ratschläge für einen modernen Opernregisseur. In: Mitteilungen der Deutschen Richard-Wagner-Gesellschaft e. V. Bayreuth. Band 24/25, November 1997, S. 17 ff.
- Günther Hofmann: Der Meininger „Ring“. In: Mitteilungen der Deutschen Richard-Wagner-Gesellschaft e. V. Bayreuth. Band 40/41, November 2001, S. 3 ff.
- Günther Hofmann: „Von der Meistersinger hold seligen Kunst“ – Erfahrungen und Bekenntnisse eines alten Opernsängers (I). In: Mitteilungen der Deutschen Richard-Wagner-Gesellschaft e. V. Bayreuth. Band 44/45, November 2002, S. 10–12.
- Günther Hofmann: „Von der Meistersinger hold seligen Kunst“ – Erfahrungen und Bekenntnisse eines alten Opernsängers (II). In: Mitteilungen der Deutschen Richard-Wagner-Gesellschaft e. V. Bayreuth. Band 46/47, Juni 2003, S. 10–13.